# Ácido antranílico
El ácido 2-aminobenzoico, con fórmula química C7H7NO2, también conocido como ácido o-aminobenzoico u orto-aminobenzoico, es un compuesto orgánico con la fórmula molecular de C7H7NO2. Es un derivado del benceno, de la familia de los ácidos aminobenzoicos, dentro de los que se destacan los isómeros para y orto y es más común encontrar la forma metilada del antranilato.
Se presume que el ácido antranílico es precursor del indol, compuesto a partir del cual se abre un extenso mapa de reacciones dentro del que figuran la síntesis del aminoácido triptófano, la serotonina, etc. 

## Usos
Como ya se ha dicho, el ácido antranílico tiene cierto protagonismo como intermediario y precursor químico en varias reacciones de importancia. En la industria se utiliza el antranilato de metilo como aromatizante artificial de uva, ya que además es constituyente de la fragancia de esta fruta en la naturaleza. También se utiliza en el desarrollo de perfumes de naranja y jazmín. Se usa en la fabricación de pigmentos, tintes, sacarina y, dada su absorbancia ultravioleta, en la de anticorrosivos y fungicidas.